# Fannia Cohn
Pour les articles homonymes, voir Cohn.
Fannia Mary Cohn, née le 5 avril 1885 ou selon des sources le 5 avril 1888 dans la ville de Kletz à proximité de la ville de Minsk villes de l’Empire russe  et morte le 24 décembre 1962 à New York dans l'État de New York est une syndicaliste américaine et membre du Parti socialiste d'Amérique. 
En 1916, Fannia Cohn est élue vice-présidente de l'International Ladies Garment Workers Union, mandat reconduit par quatre fois jusqu'à l'élection de 1925.
Fannia Cohn est une des fondatrices du centre de formation syndicaliste le Brookwood Labor College (en) créé en 1921.
Elle est également une journaliste qui publia des articles au sein de revues comme le Labor Age (en), l' American Federationalist, Justice.
Pendant tout sa vie, Fannia Cohn défend le droit des femmes à siéger dans les instances syndicales et d'une façon plus générale s'oppose à toutes les formes de ségrégation entre les sexes et cela dès la scolarité. 

## Biographie

### Jeunesse et formation

#### En Russie

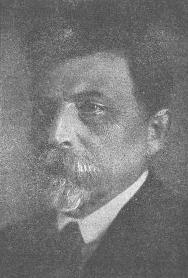
Chaim Zhitlowski.

Fannia Cohn est la quatrième des cinq enfants de Hyman Cohn, gérant d'une meunerie familiale et marchand de produits pharmaceutiques, puis de Anna Rozofsky Cohn. Ses deux parents sont de confession juive. Pendant son enfance, elle a suivi, comme sa fratrie, les cours de l'enseignement primaire par des cours à la maison. Hyman Cohn et Anna Cohn sont des lettrés qui poussent leurs quatre filles à lire, s'instruire afin de pouvoir embrasser des carrières professionnelles. Suivant l'exemple de ses parents qui professent des idées radicales, Fannia Cohn adhère en 1901 au parti clandestin le Parti socialiste révolutionnaire. Elle y épouse les théories de Chaim Zhitlowsky (en), le fondateur du parti dont la pensée a fortement influencé le Bund, le socialisme d'expression yiddish et la diaspora des Juifs de Russie et notamment celle de New York,,,,.

#### Arrivée à New York
En 1904, Fannia Cohn et son frère, victime d'un pogrom où il faillit perdre la vie, s'embarquent pour New York rejoindre des parents. Une fois arrivée, Fannia Cohn travaille brièvement pour  la section locale du National Council of Jewish Women (en) de Ellis Island. Ils s'installent dans le Lower East Side qui à l'époque est le quartier où vivent les Juifs venant de l'Europe de l'Est où sont notamment présentes Pauline Newman, Clara Lemlich, Rose Schneiderman,,.
Puis elle décide de devenir pharmacienne, elle suit des cours dans une école de pharmacie en attendant de pouvoir travailler dans la pharmacie d'un des parents, une fois son diplôme en poche,,.
Mais voyant le sort de beaucoup de ses compatriotes moins fortunées, issues de l'Europe de l'Est qui subissent des conditions de travail relevant de l'exploitation au sein des sweatshop, Fannia Cohn décide de quitter ses études de pharmacienne pour se destiner au syndicalisme,.

### Carrière

#### Les débuts
En 1906, afin de comprendre les conditions de travail des ouvrières, Fannia Cohn décide de se faire embaucher comme couturière par une entreprise de vêtements. Dans un premier temps elle organise des syndicats comme celui des Wrapper and Kimono Makers (« Fabricants de rubans et de kimonos ») et des House-Dress Makers (« Fabricants de robes d'intérieur »). Ces deux syndicats ont leur salle de réunion au local 41 de l'International Ladies' Garment Workers' Union (ILGWU),,.

#### L'International Ladies' Garment Workers' Union (ILGWU)
En 1909, ses qualités d'organisatrices sont remarquées par l'ILGWU qui la recrute en tant que permanente pour sa section locale de New York. Puis en 1913, elle est élue membre du bureau exécutif de l'ILGWU,.  

##### Chicago
En 1914, la National Women's Trade Union League ouvre au sein de l'université de Chicago un centre formation à destination des femmes jouant un rôle de direction, d'organisation au sein des syndicats. Fannia Cohn fait partie des premières stagiaires, mais elle est déçue par les cours donnés, selon elle, par des bourgeoises qui ne connaissent rien aux réalités liées à la condition ouvrière, par conséquent elle quitte le centre au bout de quelques mois. Elle profite de sa présence à Chicago pour organiser la section locale de l'ILGWU. Elle y mobilise les ouvriers de l’industrie du textile pour qu'ils rejoignent l'ILGWU. C'est à ce titre qu'elle participe à l'organisation en août 1915 de la grève des ouvriers de la Herzog Garment Company. Elle fait de même avec la grève des ouvriers des magasins Sears & Roebuck,,.      

##### Retour à New York, l'élection à la vice-présidence

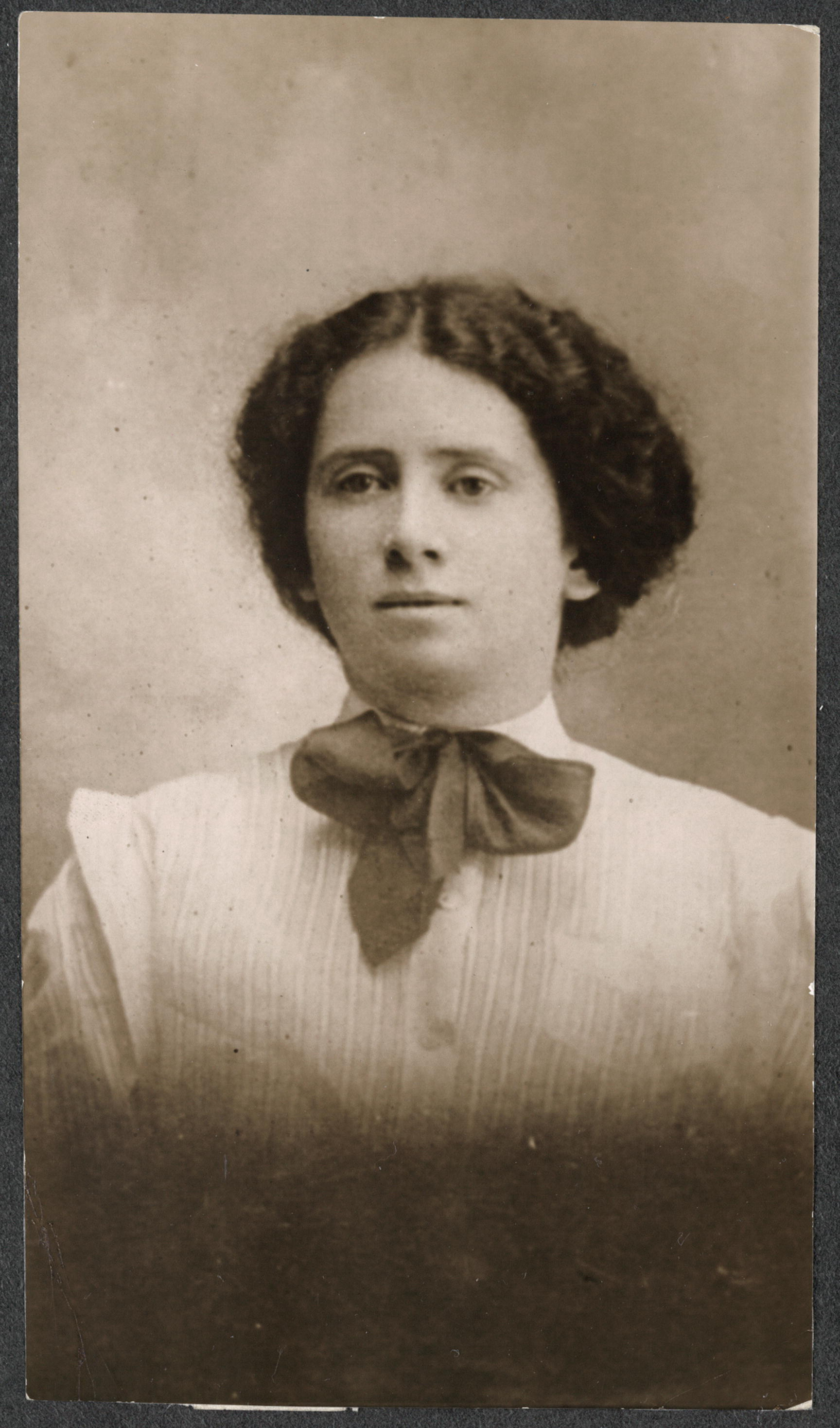
Rose Schneiderman.

Début 1916, Fannia Cohn quitte Chicago pour retourner à New York, auréolée par ses succès obtenus à Chicago. Son prestige lui permet de présenter à l'élection au poste de vice-présidente nationale de l'ILGWU, élection qu'elle remporte. C'est la première femme à accéder à ce poste de responsabilité. Elle est régulièrement réélue jusqu'en 1925,,.      
Durant l'exercice de son mandat, Fannia Cohn porte un attention particulière sur la formation des militants ouvriers. En 1917, elle crée un service dédié l'éducation au sein de l'ILGWU, service qu'elle dote d'un budget de 5 000 $ et qu'elle dirige lors de son lancement. Elle publie de  nombreux article traitant le sujet,.      
De même, Fannia Cohn défend les droits des femmes à siéger dans les instances syndicales, à combattre les discrimination que subissent les femmes. Elle appelle les femmes à se déprendre des sentiments d'infériorité et de dépendance vis à vis des hommes. Selon elle, tout commence à l'école, aussi est-elle favorable à des classes mixtes où les filles et les garçons apprendront à se connaître et apprendre des uns et des autres.      

#### Brookwood Labor College
En 1921, Avec Abraham Lefkowitz (en), président de l'American Federation of Teachers (en), James H. Maurer (en) président de l'American Federation of Labor de la Pennsylvanie, Rose Schneiderman présidente de la Women's Trade Union League et d'autres acteurs du syndicalisme américain, Fannia Cohn participe à la fondation du Brookwood Labor College à Katonah dans l'État de New York. Cet établissement est le premier à offrir sur un cycle de deux ans des cours de type universitaire à des ouvriers et ouvrières faisant partie des équipes dirigeantes des syndicats,,.  

#### Actions en faveur de l'éducation ouvrière et populaire
En 1921, Fannia Cohn participe à fondation du Workers' Education Bureau of America (en), un centre de partage d'informations entre les divers responsables syndicaux ayant pour mission d'analyser et de superviser les différentes formations offertes aux syndicalistes. Dans la foulée, elle participe à la fondation de la Labor Publication Society qui édite notamment la revue mensuelle Labor Age,,.  
En 1924, Fannia Cohn participe à l'organisation de pensionnats pour les enfants issus de la classe ouvrières au sein du service de l’éducation de la ville de Pawling, dans l'État de New York. Toujours en 1924, soucieuse de la formation ouvrière dès la jeunesse, elle siège au comité de rédaction de la revue Pioneer Youth of America. Ses divers engagements ont pour buts, selon elle, de créer et renforcer une conscience de classe, d'être l'occasion pour les ouvriers de pouvoir s’exprimer par eux-mêmes et pour eux-mêmes en dehors des idées convenues dominantes, de combler l'écart entre la formation des ouvriers et celle de la bourgeoisie. Selon Fannia Cohn, ces divers processus sont nécessaires pour que les ouvriers puissent faire changer la société,,.    

#### Controverses et oppositions

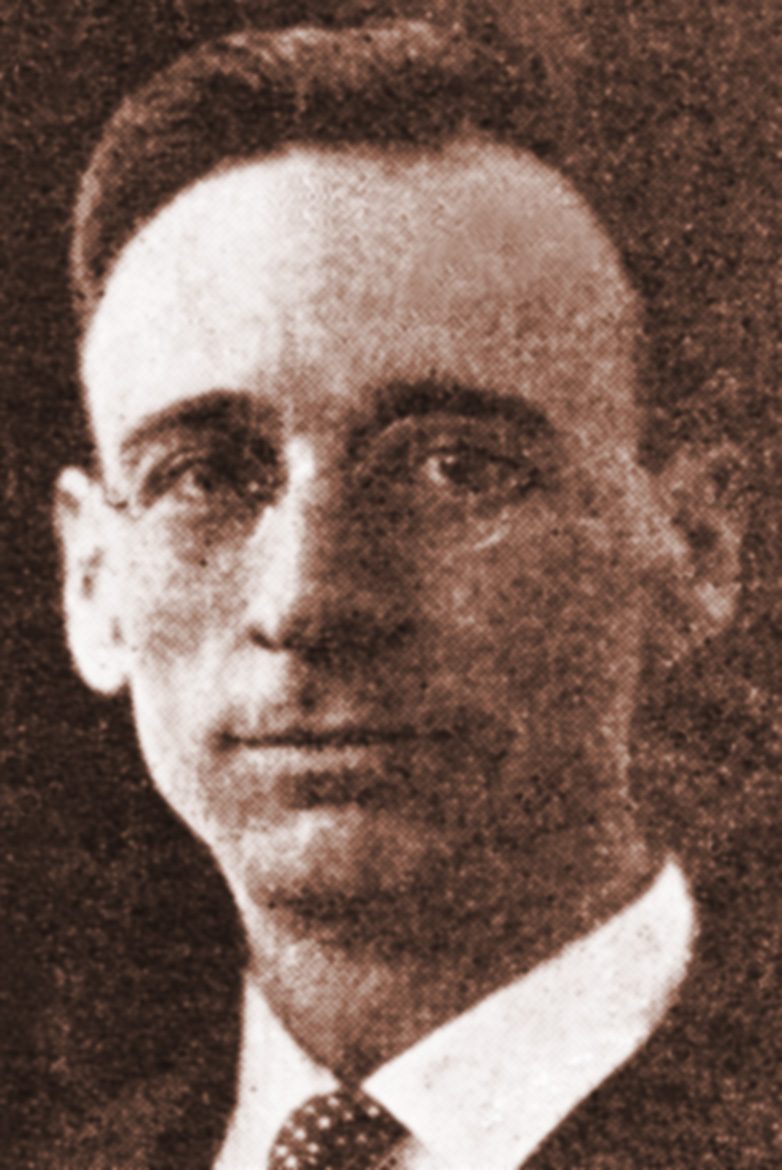
Photographie d'Abraham Johannes Muste, prise en 1931

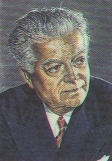
David Dubinsky.

La question de la formation donnée au Brookwood Labor College devient source de conflit entre d'une part les conservateurs de l'American Federation of Labor et les syndiqués proches du Parti socialiste d'Amérique et du Parti communiste des États-Unis d'Amérique d'autre part. Dès 1928, l'American Federation of Labor cesse de financer l'établissement et malgré les appels de Fannia Cohn à libre expression de toutes les sensibilités ouvrières, la crise atteint son apogée en 1933 ; année où Abraham Johannes Muste donne sa démission de directeur du Brookwood Labor College sous la pression de l'American Federation of Labor,,. 
En 1935, l'ILGWU remanie son service éducation et nomme Mark Starr (syndicaliste) (en), un britannique récemment arrivé aux États-Unis, en remplacement de Fannia Cohn qui se trouve reléguée à des tâches subalternes de secrétariat. Fannia Cohn, en colère, écrit au président en exercice de l'ILGWU, David Dubinsky (en),  elle lui fait part de sa rétrogradation qu'elle juge injustifiée et inhumaine ne prenant pas en compte ses 25 années passées au service du syndicat et à ses 18 années au service de l'éducation ouvrière. Ses protestations restent lettre morte. Elle est considérée comme n'étant plus représentative du monde ouvrier, contrairement Mark Starr jugé plus en prise avec la nouvelle génération des ouvriers. Fannia Cohn est finalement nommée responsable de la bibliothèque, poste qu'elle garde jusqu'à sa retraite en août 1962,,. 

### Vie privée
Quatre mois après sa retraite, Fannia Cohn est victime d'un infarctus, elle meurt chez elle le 24 décembre 1962,.

## Œuvres (liste non exhaustive)
- Woman's eternal struggle : What workers education will do for woman, New York, Educational Department, International Ladies' Garment Workers' Union, 1932 (OCLC 43253034),
- The uprising of the sixty thousand : The general strike of the Dressmakers' Union, August 16, 1933, New York, International Ladies' Garment Workers' Union, 1933 (OCLC 9186003),
- Can women lead ?, New York, International Ladies' Garment Workers' Union, 1936 (OCLC 42412389),

## Archives
Les archives de Fannia Cohn sont accessibles et consultables auprès de la section archives et manuscrits de la New York Public Library et des archives du service éducation de l'ILGWU déposée à la bibliothèque de l'université Cornell.

## Héritage
Rose Pesotta (en), vice présidente de l'ILGWU de 1934 à 1942 , déclare au sujet de Fannia Cohn « Les apports de Fannia Cohn à notre organisation ne sont reconnus que par ceux de l'extérieur qui peuvent évaluer sans passion de tels efforts désintéressés de la part d'une personne engagés dans la cause de l'éducation ouvrière. … Elle reste une figure tragique au milieu de ses propres compagnons de travail. ... Si elle avait été un homme, cela aurait été entièrement différent » .